# Lockheed P-80
O Lockheed P-80 Shooting Star foi o primeiro caça a jato a ser utilizado operacionalmente pela Forças Aéreas do Exército dos Estados Unidos (USAAF) durante a Segunda Guerra Mundial. Projetado e construído pela Lockheed Aircraft Corporation em 1943 e entregue 143 dias após seus primeiros esboços, dois modelos de pré-produção foram operados de forma limitada na Itália, durante os últimos meses da Segunda Guerra Mundial. Apesar das asas retas, o tipo viu uso operacional extensivo na Guerra da Coreia pela Força Aérea dos Estados Unidos (USAF), sendo renomeado como F-80.
A primeira aeronave de combate a jato de sucesso produzida nos Estados Unidos e o primeiro a ser construído em grandes quantidades, foi logo ultrapassado com o aparecimento do Mikoyan-Gurevich MiG-15 no teatro de operações da Coréia, sendo substituído no emprego de superioridade aérea pelo F-86 Sabre. O F-94 Starfire, um interceptador all-weather (todo tempo), utilizou a mesma célula do P-80 e chegou a ser empregado na Guerra da Coréia. Uma variação do P-80, o T-33 Shooting Star, teve uma longa carreira na USAF, sendo aposentado só em abril de 1997, em sua variante NT-33.

## Projeto e desenvolvimento

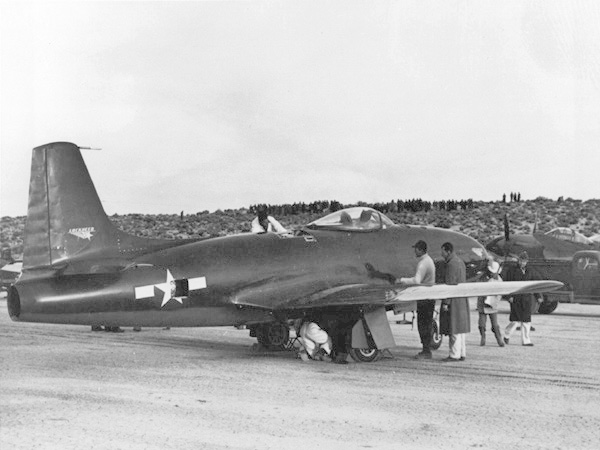
O primeiro protótipo do XP-80, apelidado de Lulu-Belle

O XP-80 tem uma célula convencional, em metal, com esguias asas baixas e trem de pouso triciclo. Como maioria dos aviões a jato projetados durante a Segunda Guerra Mundial (e antes dos Aliados capturarem documentos de pesquisas alemãs sobre as vantagens das asas enflechadas), o XP-80 contava com asas retas, similares as utilizadas em aeronaves com motores a pistão da época. O XP-80 também foi pioneiro em sua instalação do motor, sendo feito dentro da fuselagem, formato esse que foi também utilizado em outras aeronaves pioneiras do motor a jato, como o Heinkel He 178 V1 e o Gloster E.28/39. Outras aeronaves a jato da época utilizavam dois motores, devido ao baixo desempenho de seus motores, sendo eles, normalmente, montados em naceles abaixo das asas, para facilitar o acesso de equipes de manutenção aos mesmos. Com o advento de motores a jato mais potentes, projetados pelos britânicos, se descobriu que caças monomotor com motores instalados dentro de sua fuselagem seriam mais efetivos.
A Lockheed foi a primeira companhia americana a iniciar trabalhos de pesquisa com aeronaves a jato, iniciando trabalhos de projeto do L-133 em 1939. O L-133 foi, eventualmente, desenvolvido em um design extremamente avançado, incluindo características muito futuristas, como canards e fuselagem integrada as asas, porém, o desenho foi rejeitado pela Força Aérea do Exército (USAAF) devido a ser considerado tecnologicamente inviável, com a USAAF concentrando seu desenvolvimento no Bell P-59 Airacomet, um projeto bem mais conservador, que teve seu primeiro voo em 1942. Porém, ficou claro que o desempenho do P-59 era somente marginalmente melhor que dos mais avançados aviões a pistão da época. A Bell desenvolveu um trabalho preliminar de revisão do P-59, com uma asa baixa e motor montado dentro da fuselagem, na qual seria designado como XP-59B, porém, a fábrica da Bell se encontrava sobrecarregada com outros projetos, levando a USAAF a transferir o projeto para a Lockheed.
O ímpeto para o desenvolvimento do P-80 foi a descoberta pela inteligência aliada do Me 262 na primavera de 1943, que na época, tinha feito somente voos de teste com seus primeiros quatro protótipos, todos equipados com trem de pouso convencional e retrátil. Após receberem documentos e plantas de anos de pesquisa em aeronaves a jato britânicas, o comandante da USAAF, General Henry H. Arnold, acreditava que uma célula adaptada para utilizar o motor a jato britânico Halford H1B "Goblin", poderia prover um desempenho superior contra os caças alemães, e com isso, a divisão de pesquisa e desenvolvimento do comando de material de Wright Field encarregou a Lockheed de projetar essa aeronave, baseada em sua experiência com o L-133, iniciando seus trabalhos em maio de 1943. Com os motores britânicos ainda não haviam chegado, a Lockheed obteve blueprints dimensionais da Bell, sob ordens da USAAF. A equipe da Lockheed, consistindo de 28 engenheiros, liderados por Clarence L. "Kelly" Johnson, trabalhando da mesma maneira que foi feita no projeto do P-38 Lightning, no mesmo prédio (localizado em uma área remota), com o mesmo nível de segurança e autonomia, como uma continuação do estilo Skunk Works da Lockheed para projeto e desenvolvimento.
Com os alemães e britânicos em um passo bem mais avançado no desenvolvimento, a Lockheed foi pressionada a desenvolver o jato o mais rápido possível. Kelly Johnson propôs o desenho da aeronave em meados de junho e prometeu que o primeiro protótipo estaria pronto em até 150 dias. A equipe da Skunk Works, iniciando em 26 de junho de 1943, entregou o primeiro protótipo em 143 dias, o entregando em Muroc no dia 16 de novembro. O projeto era tão secreto que somente cinco das mais de 130 pessoas trabalhando no projeto, sabiam que os trabalhos se tratavam do desenvolvimento de uma aeronave a jato, tanto que o engenheiro britânico responsável pela entrega dos motores H1 foi detido pela polícia, com os engenheiros da Lockheed não podendo atestar por ele.

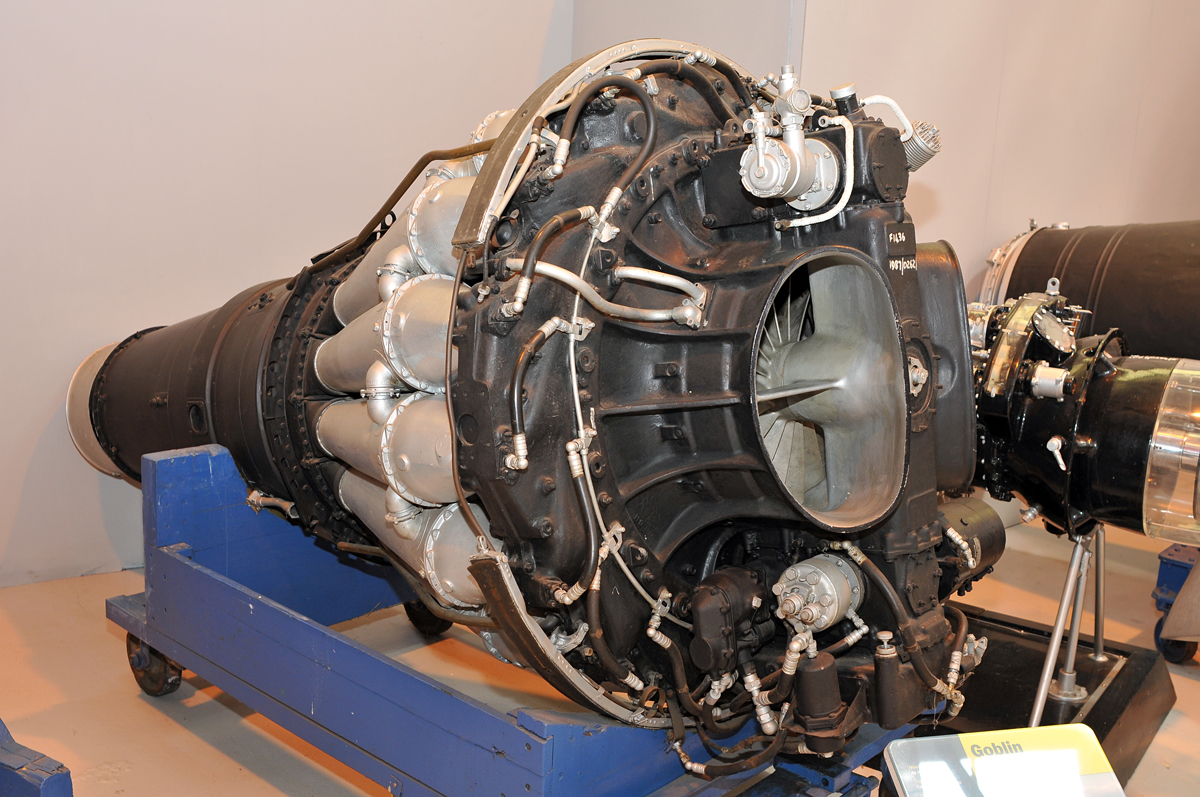
O primeiro protótipo utilizou um motor Halford H1B Goblin

Após a instalação do motor na célula, o motor foi destruído durante uma prova de taxi, devido a danos de objetos estranhos (FOD). O engenheiro britânico que entregou os motores alertou a Lockheed que o metal que cobria as tomadas de ar era muito fino, porém as equipes americanas ignoraram os alertas. Durante essa prova, com os motores a toda potência, o metal foi sugado pela tomada de ar e destruiu o motor. Este incidente atrasou o desenvolvimento da aeronave até a chegada de um segundo motor do Reino Unido, (sendo que esse era a única outra unidade do motor produzida na época), com a de Havilland doando a unidade que seria utilizada no protótipo do Vampire.
O primeiro protótipo (44-83020) foi nomeado como Lulu-Belle (também apelidado de The Green Hornet (Vespa Verde), devido a sua pintura). Propelido pelo motor Halford H1 doado pela de Havilland , ele fez seu primeiro voo em 8 de janeiro de 1944, com o piloto de provas da Lockheed, Milo Burcham, nos comandos da aeronave. Após este voo, Johnson declarou: "Foi uma demonstração magnífica, nosso avião foi um sucesso – um sucesso tão completo que superou a vantagem temporária que os alemães ganharam de anos de desenvolvimento preliminar em aviões a jato". O motor doado e todas as informações de anos de desenvolvimento britânicos se provaram inestimáveis para o sucesso. Em voos de provas, o XP-80 chegou, eventualmente, a velocidade de 808 km/h (436 kn; 502 mph) a 6,240 m (20,480 ft), fazendo a primeira aeronave a jato da USAAF passar dos 800 km/h em voo nivelado, porém, o recorde foi batido por uma variante especial do P-47 Thunderbolt, que chegou a 811 km/h (438 kn; 504 mph). Os pilotos da época não eram acostumados a voar em alta velocidade sem o ruído alto de um motor de combustão, tendo que aprender a confiar no velocímetro.

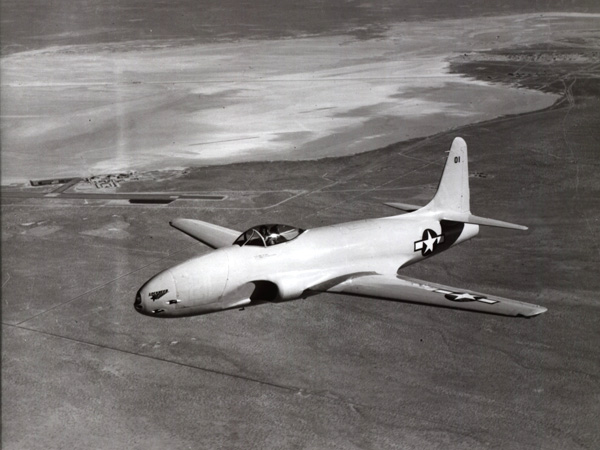
O XP-80A Grey Ghost (Fantasma Cinza), durante um voo de provas

O segundo protótipo, designado como XP-80A, foi propelido por um motor maior, o General Electric I-40 (uma variante modificada do J31, que viria a ser designado como J33 e produzido pela Allison Engine Company). Duas aeronaves (44-83021 e 44-83022) foram construídas. O 44-83021 foi apelidado de Grey Ghost (Fantasma Cinza) devido a sua pintura em cinza-pérola, com o 44-83022 ficando sem pintura, para ter uma comparação de características de voo, sendo apelidado de Silver Ghost (Fantasma Prata). O primeiro voo de provas do XP-80A não foi impressionante, porém, maioria dos problemas foram corrigidos até o fim do programa de testes. Os opiniões iniciais sobre a aeronave não foram favoráveis, com o piloto chefe de provas da Lockeed, Milo Burcham, comentando que a aeronave que ele havia gostado de voar (com o motor Halford) havia piorado com os novos motores. O XP-80A eram, primariamente, mulas de teste para motores maiores e tomadas de ar modificadas, tendo ficado maior e 25% mais pesado que o XP-80 original.
O programa de provas do P-80 se provou bastante perigoso. Burcham faleceu durante os testes do YP-80A (44-83025), no dia 20 de outubro de 1944. O Grey Ghost foi perdido durante um voo de provas em 20 de março de 1945, com o piloto de provas Tony LeVier, escapando com vida. LeVier, que havia sido promovido para piloto chefe de provas após a morte de Burcham, saltou da aeronave após a quebra das palhetas da turbina do motor, que causou uma falha estrutural na empenagem. LeVier aterrissou com força e lesionou as costas, mas voltou ao programa de provas após seis meses de recuperação.
O maior ás americano da Segunda Guerra Mundial, Major Richard Bong, também morreu durante um voo de aceitação de um P-80 que havia sido entregue recentemente, no dia 6 de agosto de 1945. Os acidentes, tanto de Burcham como de Bong, foram resultado de uma falha na bomba de combustível primária. A morte de Burcham foi resultado da falha em instruir o piloto sobre um novo sistema de backup das bombas de combustível, porém, a investigação, Bong teria esquecido de acionar a bomba, coisa que teria prevenido o acidente. Ele conseguiu saltar da aeronave, com a mesma voando de dorso, porém, se encontrava muito perto do solo e não conseguiu acionar seu paraquedas.
Após a morte de Bong, tanto a USAAF quanto a Lockheed queriam provar a confiabilidade do tipo. Robert E. Thacker, da divisão de provas em voo de Wright Field, foi ordenado em escolher três pilotos, que comandariam cinco P-80 da fábrica da Lockheed até Muroc Field, onde voariam 500 horas em provas, para cada célula. Thacker escolheu Chuck Yeager, que, com mais dois pilotos, fez 500 horas em cada aeronave sem incidentes.
Após a guerra, a USAAF comparou o P-80 com o Me 262, concluindo que "apesar da diferença em peso bruto de quase 900 kg (2.000 lb), o Me 262 era superior ao P-80 em aceleração, velocidade e, aproximadamente, o mesmo desempenho em taxa de subida. O Me 262, aparentemente, tem um numero mach crítico maior do que qualquer aeronave da USAAF na época.

## Histórico Operacional

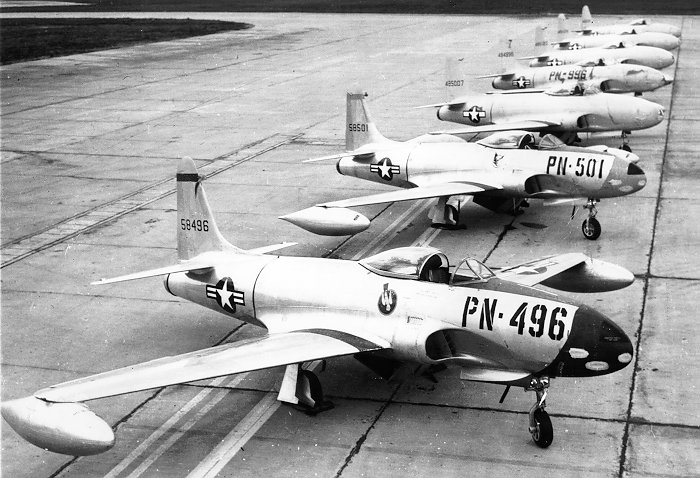
P-80B de produção, em linha de voo em Langley

O Shooting Star iniciou seu serviço operacional no fim de 1944, com os 12 YP-80A de pré-produção (um deles sendo destruído no acidente que vitimou Milo Burcham). Um 13º YP-80A foi modificado como aeronave de reconhecimento, sendo redesignado como XF-14, porém, o mesmo foi destruído durante acidente em dezembro de 1944.
Quatro aeronaves foram enviadas para a Europa, sendo utilizadas para testes operacionais (demonstração, familiarização e, possivelmente, empregado em missões de interceptação), sendo dois enviados à Inglaterra e dois para o 1st Fighter Group (1º Grupo de Caça), baseados em Lesina, Itália. No dia 28 de janeiro de 1945, o piloto de provas, Major Frederic Borsodi, foi morto em um acidente causado por um incêndio no motor do YP-80A (44-83026), durante uma demonstração em RAF Burtonwood, em Lancashire, Inglaterra, sendo toda frota de YP-80A retirada de voo (groundeado) temporariamente.
Antes do fim da Segunda Guerra Mundial, dois dos YP-80A de pré-produção foram empregados em missões de reconhecimento na Itália entre fevereiro e março de 1945. Devido a atrasos na entrega das aeronaves de produção, o Shooting Star não viu combate durante o conflito.
A primeira encomenda oficial foi de 344 P-80A, após o aceite oficial da USAAF em fevereiro de 1945. Um total de 83 P-80 foram entregues até o fim de julho de 1945 e 45 foram entregues ao 412th Fighter Group (412º Grupo de Caça), em Muroc Field. A produção continuou após a guerra, apesar dos planos de produção de 5000 unidades ter sido reduzido para 2000 unidades, cada uma à US$ 100.000. Um total de 1.714 unidades da aeronave foram construídas até 1950, se dividindo nas variantes F-80A, F-80B, F-80C e RF-80. De modo separado, foi também produzido o TF-80C, de duplo assento (biplace), fez seu primeiro voo em 22 de março de 1948, se tornando base para o treinador a jato T-33 Shooting Star, que teve a produção de 6.557 unidades.
Em 27 de janeiro de 1946, o Coronel William H. Councill fez um voo transcontinental pelos Estados Unidos com o P-80, sendo o primeiro voo do tipo com uma aeronave a jato. Ele completou 3.954 km (2.457 mi) entre Long Beach até Nova Iorque em 4h13min26s, em uma velocidade média de 940 km/h (507 kn; 584 mph), auxiliado por ventos vindos do oeste, marcando recorde pela Federação Aeronáutica Internacional (FAI). O protótipo do P-80B foi modificado como uma aeronave de corrida, sendo designada P-80R, sendo pilotada pelo Coronel Albert Boyd, conseguiu marcar o recorde mundial de velocidade no ar de 1,004.2 km/h (623.73 mph) em 19 de junho de 1947.
O P-80C iniciou a produção em 1948; em 11 de junho desse ano, a recém formada Força Aérea dos Estados Unidos (USAF) redesignou o tipo com o nome F-80C. O Comando Aéreo Estratégico (SAC) da USAF operou os F-80 de 1946 até 1948, com o 1st Fighter Group (1st FG) e o 56th Fighter Group (56th FG). Os primeiros F-80 a servirem na Europa pertenciam ao 55th Fighter Group (55th FG) em Giebelstadt, na Alemanha, em 1946, se mantendo em serviço pelos próximos 18 meses na região. Quando houve o bloqueio de Berlim pela União Soviética, um esquadrão do 56th FG, comandado pelo Coronel David C. Schilling, fez a primeira travessia transatlântica de oeste para leste com aeronaves monomotores a jato naquele mês de julho, voando para a Alemanha por 45 dias para a Operação Fox Able I. As aeronaves do 56th FG foram substituídos por unidades novas do 36th Fighter Group (36th FG), baseados em Fürstenfeldbruck, as liberando para executar ainda a Operação Fox Able II em maio de 1949. No mesmo ano, os caças F-80 equiparam o 51st Fighter Group (51th FG) no Japão.
Os 4th FG (Base Aérea de Langley, Virgínia), 81st FG (Base Aérea de Kirtland, Novo México) e o 57th FG (Base Aérea de Elmendorf, Alasca) receberam o F-80 até 1948, bem como várias unidades de interceptação do Comando de Defesa Aérea (ADC). A primeira unidade da Guarda Aérea Nacional (ANG) a voar o F-80C foi o 196th Fighter Squadron (196th FS; ou 196º Esquadrão de Caça) da Guarda Aérea Nacional da Califórnia em junho de 1947.

### Marinha dos Estados Unidos (US Navy)

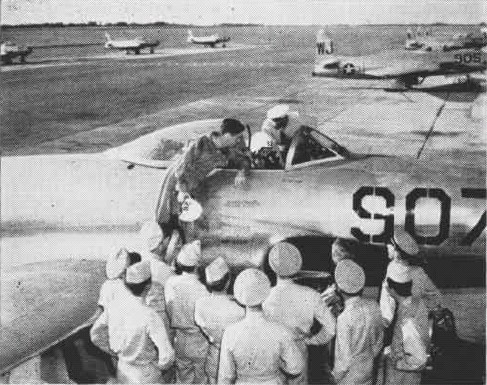
Um TO-1 da Marinha

Iniciando em 29 de junho de 1945, a Marinha dos Estados Unidos (US Navy) recebeu vários P-80A da USAF, mantendo a designação original. Na Estação Aeronaval de Patuxent River, um dos P-80, foi modificado, sendo acrescentado um gancho de parada na cauda e embarcado a bordo do porta-aviões USS Franklin D. Roosevelt (CV-42) em 31 de outubro de 1946. No dia seguinte, a aeronave fez quatro decolagens sem catapulta, duas decolagens com catapulta, bem como cinco pousos enganchados, todos sendo voados pelo Major Marion Carl do Corpo de Fuzileiros dos Estados Unidos (USMC). No final o Major Carl concluiu que o P-80 não tinha condições para ser usado a bordo de porta-aviões, por vários motivos, entre os quais estava a falta de resposta adequada do motor quando da aproximação para pouso e a incapacidade da fuselagem aguentar o stress das operações a bordo.
A USN, na época, já procurava aeronaves a jato próprias, porém, devido à demorada e lenta entrega de novos aviões estavam provocando problemas de retenção entre os pilotos, particularmente dos Fuzileiros Navais, que ainda voavam os Vought F4U Corsair. Para aumentar o treinamento transicional para pilotos de aeronaves a jato baseado em terra, a USN conseguiu a transferência de 50 P-80C, inicialmente destinados á USAF, em 1949. Foram designados TO-1 pela Marinha (mudando para TV-1 em 1950), 25 unidades foram baseadas na Estação Aeronaval de North Island, na Califórnia, sendo operadas pelo VF-52. Já outras 16 unidades foram desdobradas para a USMC, equipando o VMF-311, na Estação Aérea dos Fuzileiros Navais de El Toro, também na Califórnia. Estas aeronaves foram, eventualmente, enviadas para unidades de reserva. O sucesso do tipo no treinamento na USN e USMC levou a Marinha a encomendar 698 T-33 Shooting Star (designados como TO-2/TV-2), provendo treinamento a jato com uma aeronave de dois assentos. A Lockheed viria a desenvolver uma variante com capacidade de pouso embarcado, o T2V SeaStar, que entrou em serviço em 1957.

### Guerra da Coreia

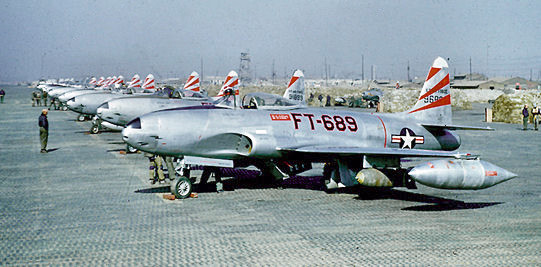
Linha de voo de F-80C da 8ª Ala de Caça-Bombardeiro na Coréia, em 1950

Os Shooting Stars viram combate pela primeira vez durante a Guerra da Coréia, sendo uma das primeiras aeronaves a se envolver em combate jato contra jato. Os americanos utilizaram tanto a variante de caça da aeronave, o F-80C, quanto a variante de reconhecimento tático, o RF-80. O F-80 voou tanto sortidas ar-ar quanto ar-superfície, reivindicando várias vitórias aéreas contra Yak-7, Yak-9 e Ilyushin Il-10 norte-coreanos. Porém, em novembro de 1950 com a chegada dos MiG-15, pilotados por experientes e bem treinados pilotos Soviéticos e dos países do Pacto de Varsóvia.
Em 1º de novembro de 1950, o Tenente Semyon F. Khominic, piloto de MiG-15 soviético, se tornou o primeiro piloto da história a marcar uma vitória contra um jato pilotando outro jato, após reivindicar o abate de um F-80. De acordo com fontes americanas, o F-80 foi abatido por fogo antiaéreo. Uma semana depois, em 8 de novembro, houve a primeira reinvindicação de uma vitória em combate jato contra jato por um piloto americano, quando o Ten. Russell J. Brown, voando um F-80, reivindicou o abate de um MiG-15. Arquivos soviéticos reinvindicam que não houve perdas de MiGs aquele dia e que o seu piloto, Tenente Sênior Kharitonov, sobreviveu saindo de um mergulho em baixa altitude.
Apesar o sucesso inicial, a velocidade do F-80 era inferior em relação aos 1.075 km/h (668 mph) dos MiGs. Os MiGs incorporaram dados de pesquisas alemãs que mostravam que asas enflechadas tinha vantagens relativas a atraso de compressibilidade e aumentavam o desempenho da aeronave, chegando a velocidades próximas da barreira do som. Os F-80 foram substituídos no emprego de superioridade aérea pelo F-86 Sabre, que havia sido atrasado em seu programa de desenvolvimento para a incorporação de asas enflechadas. Apesar de tudo, pilotos de F-80 abateram um total de seis MiG-15 em combate áereo. Com F-86 o suficiente em operação, os Shooting Stars foram exclusivamente utilizados em missões ar-superfície, também sendo usados em missões de treinamento avançado e defesa aérea no Japão. Ao fim das hostilidades, o F-80 só era utilizado em missões de reconhecimento tático na Coréia.

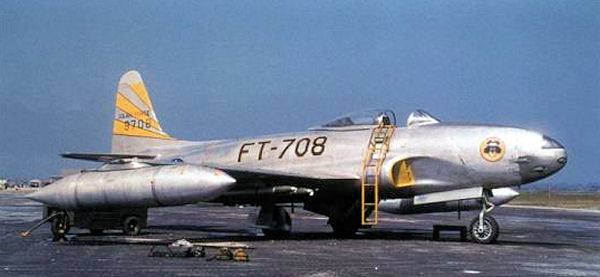
F-80C Shooting Star da 8ª Ala de Caça-Bombardeiro na Coréia

Os F-80C foram utilizados em 10 esquadrões na Coréia:
- 8th Fighter Bomber Wing (8º Ala de Caça-Bombardeiro) - 35th, 36th e 80th Fighter Bomber Squadron (Esquadrão de Caça-Bombardeiro). Baseados na Base Aérea de Suwon, foi a unidade que operou o F-80 por mais tempo na Coréia. Iniciou missões no teatro de operações em junho de 1950 e continuou a voar o F-80 até maio de 1953, quando foi convertida para voar F-86 Sabre.
- 49th Fighter Bomber Group (49º Grupo de Caça-Bombardeiro) - 7th, 8th e 9th FBS. Desdobrados do Japão para a Base Aérea de Taegu (K-2) em setembro de 1950, continuando com missões de caça-bombardeiro com o F-80C até junho de 1951, quando foram convertidos para operarem o F-84 Thunderjet.
- 51st Fighter-Interceptor Wing (51º Ala de Caça e Interceptação) - 16th e 25th Fighter-Interceptor Squadron (Esquadrão de Caça e Interceptação). Operou o F-80C na Base Aérea de Kimpo (K-14) de setembro de 1950 a novembro de 1951, quando transicionou para o F-86 Sabre.
- 35th Fighter-Interceptor Group (36º Grupo de Caça e Interceptação) - 39th e 40th FIS. Operou o F-80C em Pohang desde julho de 1950, porém, foi convertido para operar o F-51 Mustang até o final do ano.

Uma unidade operou o RF-80A durante a guerra:
- 8th Tactical Reconnaissance Squadron (8º Esquadrão de Reconhecimento Tático), redesignado como 15th TRS, serviu de 27 de junho de 1950 até o armistício, sendo baseado em Itazuke, no Japão, em Taegu (K-2) e Kimpo (K-14), ambas na Coréia do Sul. O esquadrão também operou alguns RF-80C convertidos e RF-86.

Durante todo o período da guerra, o F-80 voou 98.515 missões e foi creditado com a destruição de 17 aviões inimigos em combates no ar (seis deles, MiG-15) e 24 em terra. Lançou 41.593 toneladas de bombas de ferro e napalm e disparou mais de 81.000 foguetes. Nos 34 meses de combate, 368 F-80 foram perdidos, incluindo 277 em missões em combate e 91 em incidentes não relatados ao combate. Das 277 aeronaves perdidas em combate (aproximadamente 30% do inventário), 113 abatidos por fogo antiaéreo, 14 foram derrubados por aeronaves inimigas, 54 por "causas desconhecidas" e 96 são datados com "outros motivos". O Major Charles J. Loring Jr. foi, postumamente, agraciado com a Medalha de Honra, por suas ações voando um F-80 em 22 de novembro de 1952.

## Variantes
- XP-80 - Primeiro protótipo com motor Halford H1B Goblin, produzido em 1943 e tendo seu primeiro voo em 8 de janeiro de 1944. Uma unidade construída (44-83020);[26]
- XP-80A - Protótipo de produção, com motor General Electric I-40, asas mais longas e fuselagem redesenhada. Duas unidades construídas em 1944 (44-83021 e 44-83022);[26]
- YP-80A - Doze unidades de pré-produção construídas em 1944 (44-83023 a 44-83035) [26]; Uma unidade (44-83027) emprestada à Rolls-Royce Limited para desenvolvimento do turbojato Nene.[27]
  - XF-14 - Protótipo de aeronave de reconhecimento tático para a USAAF. Uma unidade construída, baseada em uma célula de um YP-80A (44-83024); O protótipo foi perdido em 6 de dezembro de 1944, após colidir com um B-25 Mitchell que servia de "avião-paquera";
- P-80A - Primeira variante de produção com motor mais potente, tiptanks de 850 L, vários outros melhoramentos. 563 unidades produzidas de 1944 a 1946, sendo 344 unidades do Block 1-LO (44-84992 a 44-85491) e 180 do Block 5-LO (45-8301 a 45-8363). Todos redesignados pela USAF como F-80A, em 1948.[26]
  - EF-80 - Protótipo para testes com piloto deitado (prone pilot);
  - DF-80A - Conversão do P-80A para uma aeronave diretora de alvos aéreos;
  - F-14A - Conversão do P-80A para aeronave de reconhecimento tático; Número desconhecido de conversões; Redesignado como FP-80A em 1948;
  - XFP-80A - Protótipo de variante de reconhecimento tático, com nariz modificado para montagem de câmeras. Uma unidade convertida de um F-80A (44–85201);
  - FP-80A - Variante de reconhecimento tático baseada no P-80A. 152 unidades produzidas, do Block 15-LO (45-8364 a 45-8477), entre 1946 e 1947. Redesignados como RF-80A em 1948, com mais 66 unidades convertidas do F-80A para o RF-80A.[26]
  - ERF-80A - Protótipo de modificações no nariz para reconhecimento tático. Uma unidade convertida de um P-80A (44–85042);
- XP-80B - Protótipo para versão atualizada, equipada com um turbojato J33. Uma unidade convertida de um P-80A; 
  - P-80R - Conversão do XP-80B para uma aeronave de corrida;[28]
- P-80B - Similar ao P-80A com motor J33-21, com compartimento blindado, mais potente; hardpoints para casulos de foguetes; asas mais finas, porém com metal mais grosso; anteparo do nariz mais forte, para a montagem de seis metralhadoras M3; arrefecimento da cabine de comando e sistema de degelo para o canopi. Produzidas 240 unidades, entre 209 Block 1-LO (equipados com assento ejetor, também retrofitados para a variante A) e 31 Block 5-LO, entregues entre março de 1947 a março de 1948.[26][29] Todos redesignados pela USAF como F-80B, em 1948.[26]
- P-80C  - Similar ao P-80B, porém, com armamento melhorado. 162 unidades Block 1-LO, 75 unidades Block 5-LO e 561 Block 10-LO construídos.
  - F-80C - Redesignação da USAF para o P-80C em 1948. 128 P-80A convertidos para F-80C Block 11-LO, com motor J33-A-35; assento ejetor e tiptanks de 980 L.[26][30]
  - RF-80C - Conversão de modelos anteriores para aeronave de reconhecimento tático; 70 unidades convertidas de aeronaves F-80A e F-80C, além de seis unidades convertidas de RF-80A;
  - TO-1/TV-1 - Variante do F-80C operado pela Marinha dos Estados Unidos (USN); 49 unidades Block 1-LO e um Block 5-LO, transferidos para a USN e USMC em 1949;
- QF-80A/C/F - Conversões de células do F-80 como alvos aéreos, feita pela Sperry Gyroscope, no chamado Projeto Bad Boy;
- TP-80C - Protótipo para uma variante de dois assentos, para treinamento, que se tornaria o T-33 Shooting Star. Uma unidade produzida (48-0356), sendo redesignada como TF-80C.

## Derivados
- T-33 Shooting Star: A Lockheed produziu uma variante de treinamento, com dois assentos e fuselagem maior. O T-33 foi produzido até 1959, além de ter produção sob licença no Canadá e no Japão. Essa variante foi operada por mais de 20 países, sendo utilizado pela Bolívia até 2017.[31] Um total de 6.557 unidades foram produzidas.[32]
- F-94 Starfire: Variante de interceptação all-weather (todo tempo), baseada na célula do TF-80C.

## Operadores

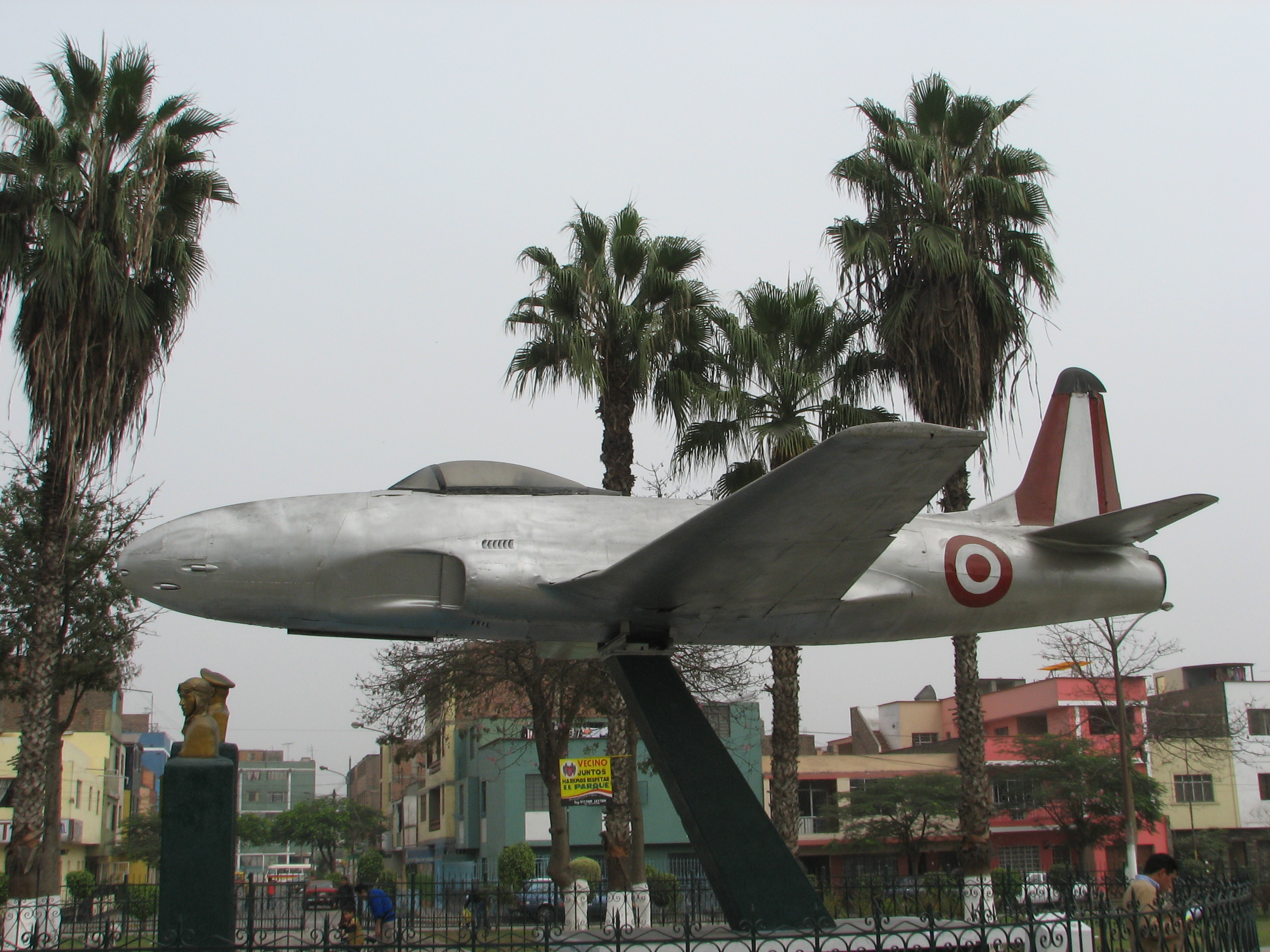
F-80C Peruano exposto em Lima

- Brasil - Força Aérea Brasileira - 33 unidades, operadas de 1958 a 1967. Um avião ainda foi mantido em condições de voo até 1973.[32][33][34]
- Chile - Força Aérea Chilena - 18 unidades, operadas de 1958 a 1974.[32]

- Colômbia - Força Aérea Colombiana - 16 unidades, operadas de 1954 a 1965. Dez unidades devolvidas aos Estados Unidos, uma preservado em Bogotá no museu da FAC.[32]

- Equador - Força Aérea Equatoriana - 18 unidades, operadas de 1958 a 1965. Todas as unidades foram devolvidas aos Estados Unidos, exceto uma, que está preservada na Base Aérea de Taura.[32]
- Estados Unidos
  - Força Aérea dos Estados Unidos (USAF);
  - Marinha dos Estados Unidos (USN);
  - Corpo de Fuzileiros Navais dos Estados Unidos (USMC);

- Peru - Força Aérea do Peru - 16 unidades, operadas de 1957 a 1967.[32]

- Uruguai - Força Aérea Uruguaia - 14 unidades, operadas de 1958 a 1969.[32][35]

## Especificações (P-80C/F-80C)
Dados: Quest from Performance  e Lockheed aircraft since 1913 

### Características Gerais
- Tripulação: 1;
- Comprimento: 10.49 m (34 ft 5 in);
- Envergadura: 11.81 m (38 ft 9 in);
- Altura: 3.43 m (11 ft 3 in);
- Área Alar: 22.07 m2 (237.6 sq ft);
- Alongamento: 6.37;
- Aerofólio: NACA 65-213 [37]
- Peso Vazio: 3,819 kg (8,420 lb);
- Peso Carregado: 5,534 kg (12,200 lb);
- Peso Máximo de Decolagem (MTOW): 7,646 kg (16,856 lb);
- Motor: 1x turbojato Allison J33-A-35, com 4,600 lbf (20 kN) de empuxo seco; 5,400 lbf (24 kN) com injeção de água.[38]

### Desempenho
- Velocidade Máxima: 956 km/h (516 kn; 594 mph; Mach 0.76), à nível do mar;
- Velocidade de Cruzeiro: 707 km/h (381 kn; 439 mph);
- Alcance: 1,328 km (717 nmi; 825 mi);
- Alcance de Traslado: 2,220 km (1,200 nmi; 1,380 mi);
- Teto de serviço: 14,300 m (46,800 ft);
- Taxa de subida: 34.9 m/s (6,870 ft/min);
- Carga Alar: 250 kg/m2 (51.3 lb/sq ft);
- Taxa Empuxo-Peso: 0.364 (0.435 com injeção de água).

### Armamento
- Metralhadoras: 6x Browning M3, calibre .50 BMG (12.7 mm). 300 disparos;
- Foguetes: 8x HVAR, de 127 mm;
- Bombas: 2x bombas de 450 kg (1.000 lb).